# Listopadska diploma
Listopadska diploma (Carska povelja o uredjenju nutrnjega državno-pravnoga odnošenja monarkije) bila je ustavni dokument cara Franje Josipa I., donijet 20. listopada 1860. Ovom diplomom vratio je vladar svojim narodima ustav, te ukinuo Bachov apsolutizam. Diplomom je bilo predviđeno da sve krunovine dobiju svoje sabore. O zajedničkim poslovima za čitavu monarhiju raspravljat će Carevinsko vijeće u Beču, koje će brojiti 100 članova, kad u njemu budu vijećnici iz Ugarske i Hrvatske. Tzv. uže Carevinsko vijeće, odnosno bez zastupnika iz Ugarske i Hrvatske, moglo je donositi zakone koji nisu važili u Ugarskoj i Hrvatskoj.

## Uzroci donošenja
Unatoč pozitivnim nastojanjima u pogledu uređenja i modernizacije države, javlja se otpor prema germanizaciji. Neuravnoteženi držani proračun, skupi birokratski aparat, sve jača nacionalna svijest naroda Monarhije, gospodarska kriza i prijetnja državnim bankrotom, te poraz Austrije kod Solferina 1859. dovode do krize na koju car odgovara Listopadskom diplomom.

## Listopadska diploma
Listopadska diploma je ukaz cara Franje Josipa I. od 20. listopada 1860., kojim se, nakon razdoblja Bachovog apsolutizma, u zemljama Austrijske Monarhije vraća ustavni poredak. Njome su bila predviđena središnja te zemaljska tijela za pojedine krunske zemlje. Posebnim pismom uspostavljena je ustavnost i u Hrvatskoj, a pri vladi u Beču osnovan je zasebni hrvatsko-slavonski odsjek, koji je od prosinca iste godine pretvoren u privremeni Dvorski dikasterij. Dana 3. veljače 1862. preimenovan je u Hrvatsko-slavonsku dvorsku kancelariju s odsjecima za unutarnje poslove, pravosuđe i nastavu.

## Veljački patent
Određene decentralističke tendencije bečkoga dvora revidirane su već 28. veljače 1861. car donosi Veljački patent, pod obrazloženjem da služi kao „tumač i provedba" Listopadske diplome. Veljačkim patentom se Monarhiji vratilo centralističko uređenje.